# 佐々木剛三
佐々木 剛三（ささき ごうぞう、1928年(昭和3年)7月1日 - 2002年(平成14年)5月26日）は、日本の美術史学者。
京都市出身。1951年（昭和26年）早稲田大学文学部美術史学科卒、1952年（昭和27年）京都国立博物館技官、1961年（昭和36年）早大文学部助手、1964年（昭和39年）専任講師、1967年（昭和42年）助教授、1972年（昭和47年）教授、1998年（平成10年）定年退任、名誉教授。長男は考古学者・明治大学教授・佐々木憲一（1962 - ）。

## 著書
- 『万福寺』中央公論美術出版 1964
- 『清涼寺』中央公論美術出版 1965
- 『竹田』三彩社 東洋美術選書 1970
- 『神道曼荼羅の図像学 神から人へ』ぺりかん社 1999

### 編共著
- 『日本美術絵画全集 第21巻 木米/竹田』集英社 1977
- 『日本美術全集 第11巻 神道の美術 春日・日吉・熊野』奥村秀雄共著　学習研究社 1979

### 記念論集
- 『日本美術襍稿 佐々木剛三先生古稀記念論文集』明徳出版社 1998

## 注
1. ↑  東文研アーカイブス